# Den första
Den Första är jazzgruppen Fartyg 6s första skiva, utgiven november 2016 på skivbolaget PACAYA records.
Den Första spelades in i februari 2015 i Halmstad. Musiken bestod av kompositioner skrivna av Matilda Andersson och Daniel Gahrton som tonsatt Anderssons dikter.

## Låtlista
1. Staden
2. När det svartnar
3. Han tände ett ljus
4. Expandera vi
5. Flykt

## Medverkande
- Matilda Andersson – sång, komposition
- Daniel Gahrton – barytonsaxofon, komposition
- Axel Croné – basklarinett
- Milton Öhrström – piano
- Johanna Ekholm – kontrabas
- Julia Schabbauer – trummor